# Allan W. Eckert
Allan W. Eckert, född 30 januari 1931 i Buffalo, New York, död 7 juli 2011 i Corona, Kalifornien, var en amerikansk författare.
Eckert skrev både romaner, noveller, dikter och film- och TV-manuskript, främst om djur och natur. Han bodde i Bellafontaine, Ohio.